# Kevin Rahm

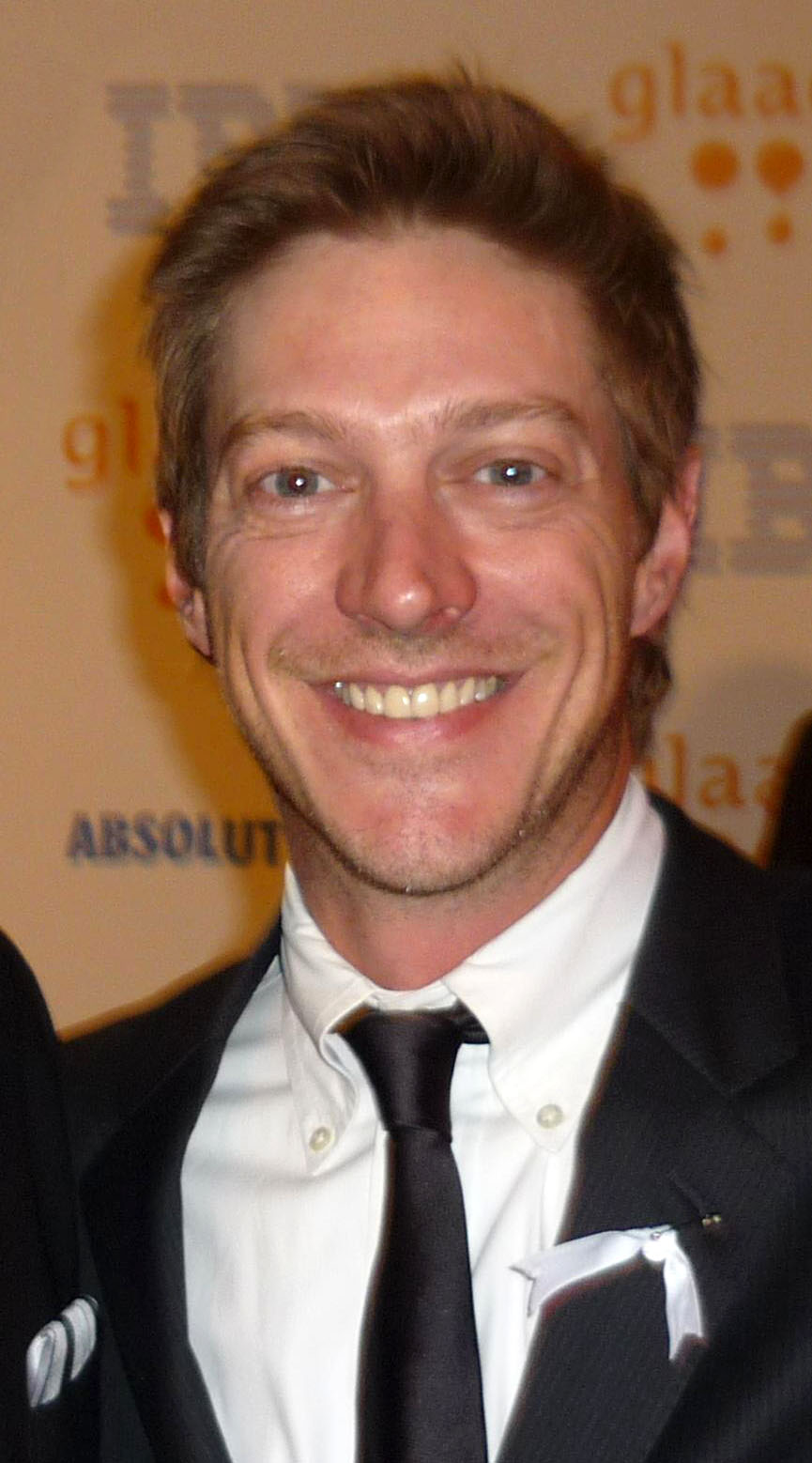
Kevin Rahm

Kevin Rahm (Texas, 7 de janeiro de 1971) é um ator estadunidense.